# En la trampa
En la trampa es una película dirigida por Raúl Araiza y protagonizada por José Alonso, Blanca Guerra, Carmen Montejo, Gloria Marín, Raúl Ramírez, Fernando Luján, Rosita Bouchot y Víctor Junco de 1979.
Esta película fue ganadora del Premio Ariel a Mejor Actor, además de haber sido nominada en las categorías Mejor Edición y Mejor Argumento.

## Sinopsis
Óscar es un joven aficionado a las carreras de autos que conoce a Isabel, quien se embaraza de él tras tener relaciones. Tras esto, deciden casarse pero viven con sus respectivas madres. Isabel abandona su empleo, pero recomienda a Óscar como vendedor en aquella empresa, lo cual le permite a él mantener a su familia y comprar una casa a crédito. Transcurre el tiempo mientras las suegras discuten entre ellas, y la relación entre Óscar e Isabel se deteriora; él descubre que su esposa fue amante de su jefe. Cuando decide irse de su hogar, su hijo tras haber crecido logra convencerlo de quedarse.

## Reparto
- José Alonso - Oscar Cardenas
- Blanca Guerra - Isabel Salas
- Carmen Montejo - Laura
- Gloria Marín - Remedios
- Raúl Ramírez - Carlos Ortega
- Fernando Luján - Alejandro
- Víctor Junco - Don Fernando Márquez
- Arlette Pacheco
- Rosita Bouchot
- Sergio Jiménez
- Enrique Ontiveros
- Justo Martínez
- Roxana Chávez
- Manuel Guízar
- Alma Delfina
- Laura Alfaro

## Premios y nominaciones[2]
| Año  | Premiación    | Categoría                | Nominado         | Resultado |
| 1979 | Premios Ariel | Mejor Actor              | José Alonso      | Ganador   |
| 1979 | Premios Ariel | Mejor Argumento Original | Luis Alcoriza    | Nominado  |
| 1979 | Premios Ariel | Mejor Edición            | Gloria Schoemann | Nominado  |